# Cezary Mech
Cezary Wojciech Mech (ur. 23 kwietnia 1959 w Warszawie) – polski ekonomista i urzędnik państwowy, nauczyciel akademicki, w latach 2005–2006 wiceminister finansów.

## Życiorys
Ukończył studia ekonomiczne w Szkole Głównej Planowania i Statystyki, studia podyplomowe na Uniwersytecie Warszawskim i w Wyższej Szkole Przedsiębiorczości i Zarządzania im. Leona Koźmińskiego. W latach 1990–1994 dzięki stypendium ufundowanemu przez Uniwersytet Nawarry po rozmowie jego władz z Janem Pawłem II odbył studia na IESE w Barcelonie, uzyskując stopień Doctor of Business Administration ze specjalnością w finansach.
Jako pracownik naukowy zatrudniony był m.in. w Instytucie Nauk Ekonomicznych Polskiej Akademii Nauk oraz Wyższej Szkole Handlu i Prawa/University of Wales. Współpracował z Centrum im. Adama Smitha. Pracował również w różnych instytucjach finansowych, w tym w Banku Handlowym i PKO BP, a także CERA (przekształconej później w Fitch Polska) i PADCO (Planning and Development Collaborative International) w Kijowie. Pełnił funkcję doradcy premiera Jerzego Buzka. Od 1998 do 2002 sprawował urząd prezesa Urzędu Nadzoru nad Funduszami Emerytalnymi. W trakcie pełnienia tej funkcji w 2001 został pierwszym wiceprezydentem Stowarzyszenia Instytucji Nadzorujących Fundusze Emerytalne (AIOS). Od 2003 kierował Biurem Polityki Finansowej w Urzędzie Miasta Stołecznego Warszawy w okresie prezydentury Lecha Kaczyńskiego, rok później został przewodniczącym komisji finansów Związku Miast Polskich.
Od 7 listopada 2005 do 7 kwietnia 2006 pełnił funkcję podsekretarza stanu w Ministerstwie Finansów, był głównym autorem ustawy powołującej Komisję Nadzoru Finansowego. Był zastępcą przewodniczącego Komisji Nadzoru Bankowego, Komisji Nadzoru Ubezpieczeń i Funduszy Emerytalnych oraz członkiem Komisji Papierów Wartościowych i Giełd, a także europejskich rad i komitetów zajmujących się finansami i nadzorem nad rynkiem finansowym: EBC (European Banking Committee), ESC (European Securities Committee), EIOPC (European Insurance and Occupational Pension Funds Committee), EFCC (European Financial Conglomerate Committee) i FSC (Financial Services Committee). Pełniąc funkcje w administracji państwowej, deklarował się publicznie jako przeciwnik wejścia do strefy euro i podpisania traktatu lizbońskiego. Po odejściu z rządu został zastępcą szefa Kancelarii Sejmu. W 2008 w trakcie kadencji Sławomira Skrzypka objął stanowisko doradcy prezesa NBP, funkcję tę pełnił także za kadencji Adama Glapińskiego (do lipca 2024). Był też doradcą prezesa GUS. Objął funkcję prezesa zarządu Agencji Ratingu Społecznego – spółki prawa handlowego zajmującej się oceną emitentów papierów wartościowych w Polsce według metodologii ESG, a także prezesa Stowarzyszenia Rynku Kapitałowego UNFE.
Został członkiem rady programowej „Gazety Bankowej”. Jest autorem artykułów prasowych, publikowanych m.in. w prasie codziennej oraz ekonomicznej, występuje jako ekspert w programach radiowych i telewizyjnych o tematyce ekonomicznej. Wziął udział w filmie Newta Gingricha Nine Days That Changed The World.
W latach 90. należał do Zjednoczenia Chrześcijańsko-Narodowego. Później współpracował z Prawem i Sprawiedliwością (współtworzył program gospodarczy tej partii przed wyborami w 2005). Był też związany z Opus Dei. W wyborach prezydenckich w 2010 poparł kandydaturę Marka Jurka i wszedł w skład jego społecznego komitetu poparcia. Został także członkiem Narodowej Rady Chrześcijańskiego Kongresu Społecznego.

## Życie prywatne
Jest żonaty z Katarzyną, ma dwoje dzieci: Małgorzatę i Bartłomieja.